# Masters (natação)
Masters é uma categoria da natação para atletas acima de 25 anos.  O objectivo desta modalidade é a manutenção dos amantes da natação em actividade.  Nadadores que tenham abandonado a alta competição podem usar esta categoria para continuar a praticar a modalidade, englobando três modalidades: Natação Pura, Pólo Aquático e Águas Abertas.

## História
A Classe Masters de natação começou oficialmente 2 de Maio de 1970 após o Capitão Ransom J. Arthur, um médico da marinha de San Diego ter convencido John Spannuth, presidente da Associação de Treinadores dos Estados Unidos da América a realizar o primeiro Campeonato Nacional Masters de Natação na piscina do Amarillo Aquatic Club. Ransom sentiu que, se o incentivo fosse apelativo, daria aos nadadores mais velhos (ex-atletas de alta competição e principiantes) um objectivo para se manterem fisicamente activos.
Alem de provas locais e campeonatos regionais e nacionais, também se realizam campeonatos Europeus e Mundiais.

## Definição
É um programa de natação orientado para os atletas que deixaram de competir devido à idade e para aqueles que consideram que nunca é demasiado tarde para fazer desporto.
A categoria Masters de natação veio desta forma, preencher um grande vazio existente na actividade física dos nadadores que tinham abandonado a alta competição e queriam continuar a praticar a modalidade preferida, englobando, Natação Pura, Pólo Aquático e Águas Abertas.
A Classe Masters de natação, resumidamente, proporciona, a nadadores com mais de 25 anos, um programa competitivo organizados em escalões de cinco em cinco anos.